# William Bligh
William Bligh (9. září 1754 St Tudy, Cornwall – 7. prosince 1817 Londýn, Spojené království) byl britský viceadmirál královského námořnictva (Royal Navy), člen Královské společnosti. V letech 1788 – 1789 byl v hodnosti poručíka velitelem lodi Bounty, na které došlo proti němu ke vzpouře. Z lodi byl vzbouřenci vysazen s loajálními členy posádky do člunu, s kterým podnikli strastiplnou plavbu k ostrovu Timor. Patnáct let po vzpouře byl jmenován guvernérem Nového Jižního Walesu v Austrálii.

## Život
Do Royal Navy byl zapsán ve věku sedmi let v roce 1761. V té době bylo běžné zapisovat mladé chlapce do stavů posádek v raném věku, aby získali potřebnou délku praxe na lodi nutnou ke kariérnímu postupu. V roce 1776 se v hodnosti navigačního důstojníka (sailing master) účastnil třetí plavby kapitána Jamese Cooka do Pacifiku, na které byl James Cook zabit. On sám mohl po návratu poskytnout informace o této plavbě. Jeho vynikající námořnické a navigační schopnosti oceňoval sám James Cook. V roce 1787 byl na doporučení přírodovědce sira Josepha Bankse jmenován velitelem lodí Bounty, která měla přivézt z Tahiti do Západní Indie sazenice chlebovníku. Na plavbě z Tahiti se část posádky vzbouřila a Bligh byl vysazen s 18 věrnými členy posádky do otevřeného člunu, ve kterém vykonal plavbu dlouhou 3600 mil neznámou částí Tichého oceánu, přes ostrovy Tonga, Fidži a Nové Hebridy k Velkému bariérovému útesu a poté přes Torresův průliv k ostrovu Timor a nakonec do Batávie. V říjnu 1790 byl válečným soudem britské Admirality zproštěn viny za ztrátu lodi.
Na další plavbě v roce 1791 do Pacifiku objevil ostrovy Bounty, Viti Levu, Kadavu a Jasawa. Později prozkoumal Tasmánii. V roce 1797 byl velitelem 64dělové řadové lodi HMS Director, jejíž posádka se připojila k velkým vzpourám námořníků britské floty ve Spitheadu a v Nore. Jako velitel HMS Director se vyznamenal v bitvě proti nizozemské flotě u Camperdownu dne 11. října 1797, kdy jeho loď bojovala se třemi nizozemskými loděmi a zajala jednu z nich, Vrijheid, na jejíž palubě byl velitel nizozemské floty viceadmirál Jan de Winter. V roce 1801 jako kapitán HMS Glatton sloužil Bligh pod velením viceadmirála Nelsona v bitvě u Kodaně. Blighovy bojové schopnosti a aktivitu vysoce ocenil Nelson osobně. Když admirál Parker vyvěsil signál k přerušení útoku, který Nelson ignoroval (podle legendy si přiložil dalekohled ke slepému oku a prohlásil, že žádný signál nevidí), Bligh, který z paluby Glattonu viděl oba signály, se rozhodl ponechat na stěžni Nelsonův signál k pokračování útoku – všechny lodě plující za Glattonem pak následovaly tento signál.
V roce 1804 byl guvernérem Nového Jižního Walesu, kde se opět dostal do problému při pokusu o reformu přídělu alkoholu pro vojáky. Po vzpouře byl dva roky vězněn. Po osvobození se vrátil do Anglie. V posledních letech svého života žil ve Farninghamu, v Kentu. Zemřel 7. prosince 1817, ve věku 64 let, v Bond Street v Londýně. Je pohřben ve východní části hřbitova Lambeth po boku své ženy.

## Dílo
- A Voyage to the South Sea. Londýn 1792.
- The Log of the Bounty. 2 sv. Londýn 1936.

## Galerie

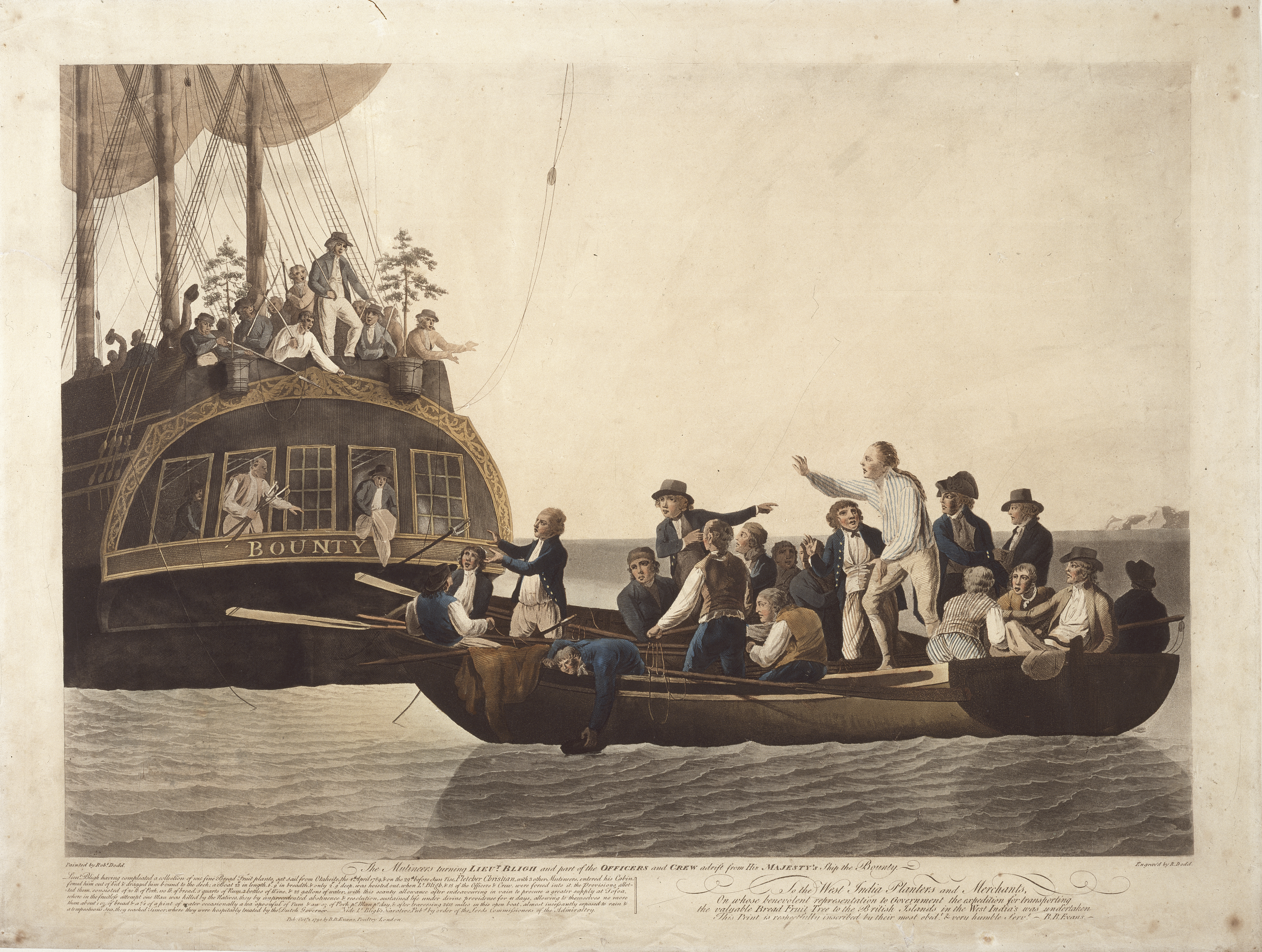
Kapitán William Bligh s loajálními členy posádky při vysazení do člunu z lodi Bounty. Dobová ilustrace Roberta Dodda z r. 1790
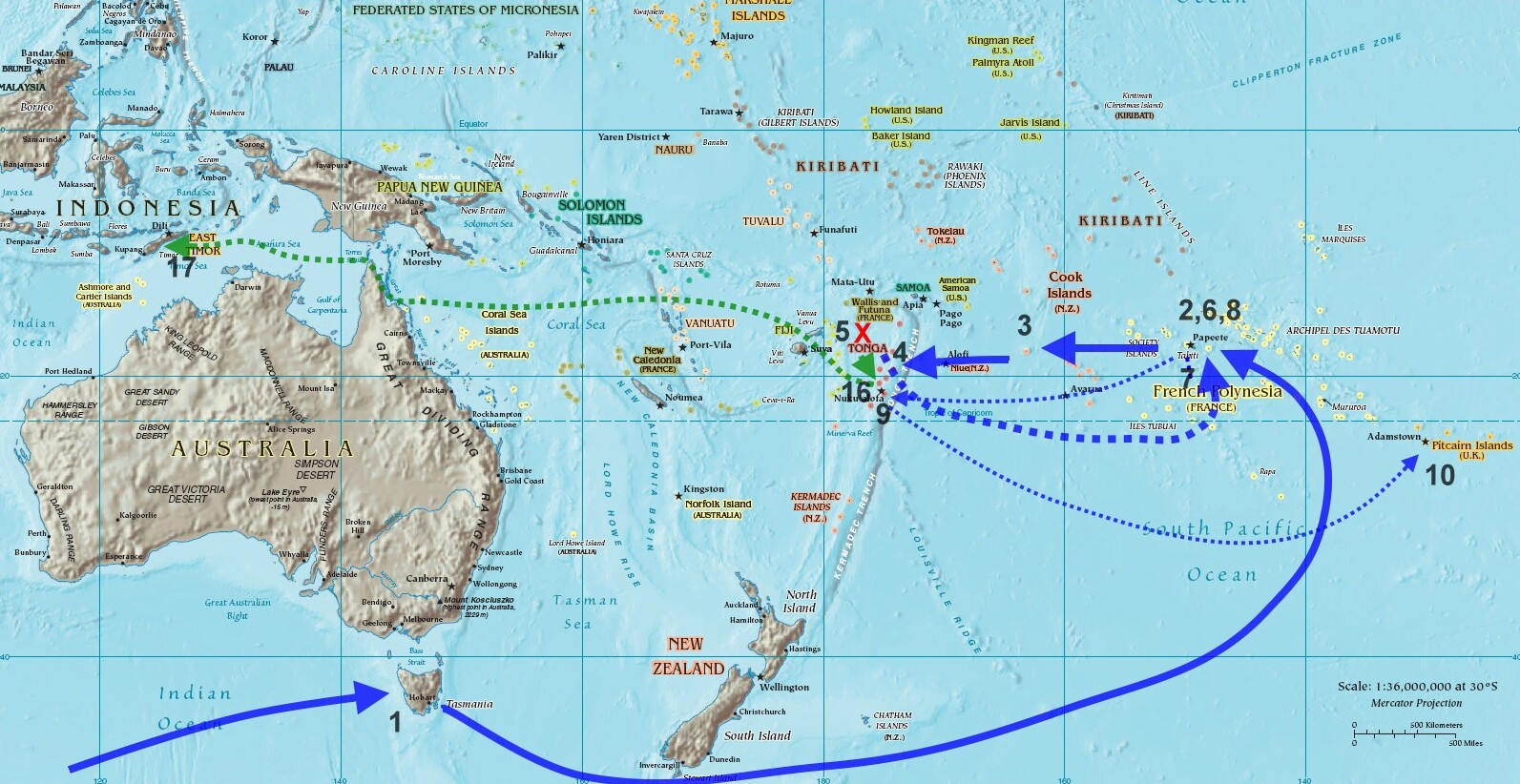
Mapa plavby lodi Bounty(modře) a cesta člunu kapitána Williama Blighe (zeleně)